# Gastkramad
Gastkramning, gastkram eller att bli gastkramad är ett gammalt begrepp från den nordiska folktron, och ursprungligen en vidskeplig förklaring till oväntade sjukdomsfall och andra åkommor.

## Äldre betydelse
Ett spöke är enligt folktron endast fritt att röra sig bortom sin gravplats mellan midnatt och soluppgång, varvid det måste återvända till graven. Ett spöke som överraskas av gryningen innan det hunnit återvända till sin gravplats blir stående, orörligt och osynligt för människor. Detta tillstånd kallas för "dagstånd". Gastkramad blir enligt folktron den som råkar vidröra ett spöke i dagstånd, vilket medför att denne drabbas av någon sjukdom eller annan åkomma.

## Modern betydelse
I modernt språkbruk används ordformen gastkramande vanligtvis för att illustrera att någonting är oerhört spännande, exempelvis inom idrott och tävlingar, eller för att beskriva hur spännande eller intensiv en film eller bok är.

## Referenslitteratur
- Utdrag ur Nordisk familjebok på Projekt Runeberg